# Pandemia de COVID-19 no Guam
Este artigo documenta os impactos da pandemia de coronavírus de 2020 no Guam e pode não incluir todas as principais respostas e medidas contemporâneas.

## Linha do tempo
Em 15 de março, os 3 primeiros casos de COVID-19 no Guam foram confirmados. Como medida profilática, em 13 de março, medidas de temperatura foram realizadas nos viajantes presentes no Aeroporto Internacional de B. Won Pat.